# Пиджон, Уолтер
Уолтер Пиджон (англ. Walter Pidgeon; 23 сентября 1897, Сент-Джон — 25 сентября 1984, Санта-Моника) — канадский кино и телеактёр, двукратный номинант на премию «Оскар» (1943, 1944).
Обладатель именной звезды на Голливудской «Аллее славы», президент Гильдии киноактёров США (1952—1957). Наиболее известен по участию в фильмах «Миссис Минивер» (1942), «Злые и красивые» (1952), «Запретная планета» (1956) и «Смешная девчонка» (1968).

## Биография
Уолтер Дэвис Пиджон родился 23 сентября 1897 года в городе Сент-Джон, провинция Нью-Брансуик, в семье домохозяйки Ханны Сэнборн и Калеба Бёрпи Пиджона, торговца, владевшего магазином мужской одежды. Окончив местную школу, Пиджон поступил в университет Нью-Брансуика, где изучал юриспруденцию и актёрское искусство. Обучение Пиджона было прервано Первой мировой войной, юноша был зачислен в 65-й отряд Королевского полка канадской артиллерии. На фронте Пиджон был серьёзно ранен и полтора года пролежал в госпитале. После выздоровления Уолтер переехал в Бостон, где недолгое время работал в банке и тренировал свой голос в Консерватории Новой Англии.
Уволившись из банка, Пиджон окончательно обосновался в Нью-Йорке, где в 1925 году, с подачи актёра Эдварда Клайва, состоялся его актёрский дебют: Уолтер сыграл в бродвейском спектакле. Первой ролью Пиджона в кино стала роль Мартина Иннесбрука в немой драме Джеймса Круза «Маннекуин». Наиболее заметные роли актёра того периода — Уилл Кантрелл в «Чёрной команде» (1940), Сэм Глэдни в «Цветах в пыли» (1941) и мистер Грифид в «Как зелена была моя долина» (премия «Оскар» за лучший фильм года). В 1942 году Уолтер Пиджон сыграл в драме Уильяма Уайлера «Миссис Минивер», в которой перевоплотился в архитектора Клэма Минивера. За эту роль Пиджон был номинирован на премию «Оскар», однако на церемонии вручения проиграл Джеймсу Кэгни. Восемь лет спустя Пиджон снова сыграл Клэма Минивера: на этот раз в сиквеле «Миссис Минивер» — «История Минивер».
Вторая номинация на «Оскар» для Уолтера Пиджона последовала в следующем году, за исполнение роли учёного-физика Пьера Кюри в байопике «Мадам Кюри». Актёру не повезло и в этот раз: статуэтка отошла к Полу Лукасу. После неудачи на «Оскаре» актёр был задействован в нескольких успешных картинах, в число которых входят «Злые и красивые» (1952), «Запретная планета» (1956), «Путешествие ко дну моря» (1961) и «Смешная девчонка» (1968). С 1952 года Пиджон занимал пост президента Гильдии киноактёров США, в 1957 году его заменил Леон Эймс. В 1978 году актёр заявил о уходе из кинематографа, последней его ролью стала роль мистера Чэмберса в мюзикле Кена Хьюза «Секстет».
Уолтер Пиджон скончался 25 сентября 1984 года в Санта-Монике, через два дня после 87-го дня рождения. Причиной смерти актёра стала серия инсультов. Пиджон был кремирован, прах актёра хранится в Медицинской школе Дэвида Гиффена.

### Личная жизнь
Уолтер Пиджон был дважды женат:
- на Эдне Пиклс (1919—1921; скончалась при родах дочери Эдны[9])
- на секретаре Рут Уокер (1931—1984)

В 2012 году писатель Скотти Бауэрс издал книгу «Полное обслуживание: Мои приключения в Голливуде и тайная секс-жизнь звёзд», согласно которой Уолтер Пиджон был бисексуалом.

## Избранная фильмография

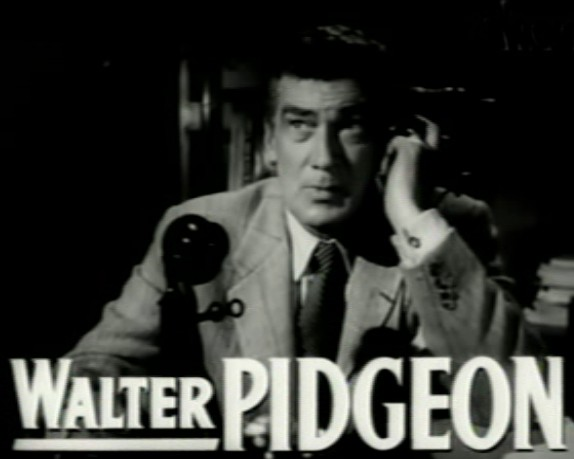
Уолтер Пиджон в фильме «Злые и красивые»

| Год  |   | Русское название                              | Оригинальное название                    | Роль                              |
| ---- | - | --------------------------------------------- | ---------------------------------------- | --------------------------------- |
| 1926 | ф | Маннекуин                                     | Mannequin                                | Мартин Иннесбрук                  |
| 1926 | ф | Изгой                                         | The Outsider                             | Бэйзил Оуэн                       |
| 1926 | ф | Старая и новая любовь                         | Old Loves and New                        | Клайд Лорд Джеральдин             |
| 1926 | ф | Мисс Никто                                    | Miss Nobody                              | Браво                             |
| 1927 | ф | Горилла                                       | The Gorilla                              | Стивенс                           |
| 1930 | ф | Полковая невеста                              | Bride of the Regiment                    | полковник Вултоу                  |
| 1930 | ф | Сладкая кошечка Биллэйрс                      | Sweet Kitty Bellairs                     | лорд Уорни                        |
| 1930 | ф | Венские ночи                                  | Viennese Nights                          | Франц фон Реннер                  |
| 1930 | ф | Обезумевший                                   | Going Wild                               | Бентон                            |
| 1931 | ф | Поцелуй меня еще раз                          | Kiss Me Again                            | Пол де Сейнт Сир                  |
| 1933 | ф | Поцелуй перед зеркалом                        | The Kiss Before the Mirror               | любовник Люси                     |
| 1937 | ф | Саратога                                      | Saratoga                                 | Хартли Мэдисон                    |
| 1938 | ф | Девушка Золотого Запада                       | The Girl of the Golden West              | шериф Джек Рэнс                   |
| 1938 | ф | Банальный ангел                               | The Shopworn Angel                       | Сэм Бэйли                         |
| 1938 | ф | Слишком рискованно                            | Too Hot to Handle                        | Билл Деннис                       |
| 1938 | ф | Послушай, дорогая                             | Listen, Darling                          | Ричард Тарлоу                     |
| 1938 | ф | Человек-скала                                 | Man-Proof                                | Алан Уайт                         |
| 1939 | ф | Шесть тысяч врагов                            | 6,000 Enemies                            | Стив Донеган                      |
| 1940 | ф | Чёрная команда                                | Dark Command                             | Уилл Кантрелл                     |
| 1940 | ф | Это — свидание                                | It's a Date                              | Джон Арлен                        |
| 1940 | ф | Лётчик-командир                               | Flight Command                           | командир эскадрильи Билли Гэри    |
| 1941 | ф | Охота на человека                             | Man Hunt                                 | капитан Алан Торндайк             |
| 1941 | ф | Цветы в пыли                                  | Blossoms in the Dust                     | Сэм Глэдни                        |
| 1941 | ф | Как зелена была моя долина                    | How Green Was My Valley                  | мистер Гриффид                    |
| 1942 | ф | Миссис Минивер                                | Mrs. Miniver                             | Клем Минивер                      |
| 1942 | ф | Белый груз                                    | White Cargo                              | мистер Гарри Уитцел               |
| 1943 | ф | Мадам Кюри                                    | Madame Curie                             | Пьер Кюри                         |
| 1944 | ф | Миссис Паркингтон                             | Mrs. Parkington                          | мэр Августус Паркингтон           |
| 1945 | ф | Уикэнд в отеле «Уолдорф»                      | Week-End at the Waldorf                  | Чип Коллир                        |
| 1946 | ф | Тайное сердце                                 | The Secret Heart                         | Крис Мэттьюс                      |
| 1947 | ф | Когда придёт зима                             | If Winter Comes                          | Марк Сабре                        |
| 1948 | ф | Джулия плохо себя ведёт                       | Julia Misbehaves                         | Уильям Сильвестр Пэкетт           |
| 1948 | ф | Командное решение                             | Command Decision                         | генерал-майор Роланд Гудлоу Кейн  |
| 1949 | ф | Сага о Форсайтах                              | That Forsyte Woman                       | юный Джолион Форсайт              |
| 1949 | ф | Красный Дунай                                 | The Red Danube                           | полковник Майкл С. «Хуки» Никобар |
| 1950 | ф | История Минивер                               | The Miniver Story                        | Клем Минивер                      |
| 1951 | ф | Камо грядеши                                  | Quo vadis                                | голос за кадром                   |
| 1951 | ф | Неизвестный человек                           | The Unknown Man                          | Дуайт Брэдли «Брэд» Мэйсен        |
| 1952 | ф | Миллион долларов для русалки                  | Million Dollar Mermaid                   | Фредерик Келлерман                |
| 1952 | ф | Злые и красивые                               | The Bad and the Beautiful                | Гарри Пеббель                     |
| 1952 | ф | Измена                                        | The Sellout                              | Хейвен Д. Олдридж                 |
| 1953 | ф | Скандал на Скори                              | Scandal at Scourie                       | Патрик Дж. Макчесни               |
| 1953 | ф | Идеальная жена                                | Dream Wife                               | Уолтер Макбрайд                   |
| 1954 | ф | Глубоко в моём сердце                         | Deep in My Heart                         | Дж. Дж. Шуберт                    |
| 1954 | ф | Административная власть                       | Executive Suite                          | Фредерик Олдерсон                 |
| 1954 | ф | Последний раз, когда я видел Париж            | The Last Time I Saw Paris                | Джеймс Эллсвирт                   |
| 1955 | ф | Хрустальный башмачок                          | The Glass Slipper                        | голос за кадром                   |
| 1956 | ф | Запретная планета                             | Forbidden Planet                         | доктор Эдвард Морбиус             |
| 1961 | ф | Путешествие ко дну моря                       | Voyage to the Bottom of the Sea          | адмирал Гарриман Нельсон          |
| 1962 | ф | Совет и согласие                              | Advise & Consent                         | член сената                       |
| 1968 | ф | Смешная девчонка                              | Funny Girl                               | Флоренз Зигфелд                   |
| 1972 | ф | Угонщик самолётов                             | Skyjacked                                | сенатор Эрни Линднер              |
| 1973 | ф | Гарри в твоём кармане                         | Harry in Your Pocket                     | Кейси                             |
| 1976 | ф | Двухминутное предупреждение                   | Two-Minute Warning                       | вор-карманник                     |
| 1976 | ф | Вон Тон Тон — собака, которая спасла Голливуд | Won Ton Ton: The Dog Who Saved Hollywood | дворецкий Грейсона Потчака        |
| 1978 | ф | Секстет                                       | Sextette                                 | мистер Чэмберс                    |